# دوتاستراید
دوتاستراید که با نام تجاری Avodart و دیگر نام‌ها فروخته می‌شود، دارویی است که عمدتاً برای درمان علائم بزرگی پروستات استفاده می‌شود. همچنین برای درمان ریزش موی سر در مردان و به عنوان بخشی از هورمون درمانی در زنان ترنس استفاده می‌شود. ممکن است آثار مطلوب این دارو چند ماه پس از مصرف نمایان شود دوتاستراید به صورت خوراکی مصرف می‌شود.
شایع‌ترین عوارض جانبی گزارش شده دوتاستراید، اگرچه از نظر آماری نادر است، شامل اختلال عملکرد جنسی، حساسیت سینه‌ها و افسردگی است. در دوران بارداری به‌طور خاص منع مصرف دارد زیرا دوتاستراید که نوعی آنتی‌آندروژن است، ممکن است در تمایز جنسی جنین پسر اختلال ایجاد کند.
دوتاستراید در سال ۱۹۹۳ توسط شرکت گلاکسواسمیت‌کلاین ثبت اختراع شد و در سال ۲۰۰۱ برای استفاده پزشکی تأیید شد. این دارو به عنوان یک داروی ژنریک در دسترس است. در سال ۲۰۱۷، این دارو با بیش از یک میلیون نسخه، ۲۷۶امین داروی رایج در ایالات متحده بوده‌است.

## جهت مطالعه
- "Dutasteride". Drug Information Portal. U.S. National Library of Medicine.